# Faouzi Rouissi
Faouzi Rouissi (Ciudad de Túnez, Túnez, 20 de marzo de 1971) es un exfutbolista y entrenador de fútbol de Túnez que jugaba en las posiciones de delantero centro y mediapunta.

## Carrera

### Club
| Periodo   | Club                 | Apariciones | Goles |
| --------- | -------------------- | ----------- | ----- |
| 1988-1992 | Club Africain        | 88          | 29    |
| 1992–1994 | SM Caen              | 57          | 6     |
| 1994–1995 | Al-Hilal FC          | 19          | 7     |
| 1997–2000 | Club Africain        | 81          | 47    |
| 1999–2001 | SpVgg Greuther Fürth | 40          | 17    |
| 2001–2002 | Al-Wahda FC          | 12          | 2     |
| 2002–2003 | Club Africain        | 9           | 2     |

### Selección nacional
Jugó para Túnez en 54 ocasiones de 1989 a 2001 y anotó 18 goles; participó en dos ediciones de la Copa Africana de Naciones.
| N.º | Fecha                    | Sede                                      | Rival     | Marcador | Resultado | Torneo                                                  | Ref.   |
| --- | ------------------------ | ----------------------------------------- | --------- | -------- | --------- | ------------------------------------------------------- | ------ |
| 1   | 19 de agosto de 1990     | El Menzah Stadium, Tunis, Tunisia         | Chad      | 2-1      | 2-1       | Clasificación para la Copa Africana de Naciones de 1992 | [ 1 ]  |
| 2   | 18 de noviembre de 1990  | Addis Ababa Stadium, Addis Ababa, Etiopía | Etiopía   | 2-0      | 2-0       | Clasificación para la Copa Africana de Naciones de 1992 | [ 2 ]  |
| 3   | 11 de octubre de 1992    | El Menzah Stadium, Tunis, Tunisia         | Benín     | 1-0      | 5-1       | Clasificación para la Copa Mundial de Fútbol de 1994    | [ 3 ]  |
| 4   | 20 de diciembre de 1992  | El Menzah Stadium, Tunis, Tunisia         | Marruecos | 1-0      | 1-1       | Clasificación para la Copa Mundial de Fútbol de 1994    | [ 4 ]  |
| 5   | 10 de enero de 1993      | Boujemaa Kmiti Stadium, Béja, Tunisia     | Bulgaria  | 1-0      | 3-0       | Amistoso                                                | [ 5 ]  |
| 6   | 17 de enero de 1993      | Stade de l'Amitié, Cotonú, Benín          | Benín     | 2-0      | 5-0       | Clasificación para la Copa Mundial de Fútbol de 1994    | [ 6 ]  |
| 7   | 17 de enero de 1993      | Stade de l'Amitié, Cotonú, Benín          | Benín     | 3-0      | 5-0       | Clasificación para la Copa Mundial de Fútbol de 1994    | [ 6 ]  |
| 8   | 17 de enero de 1993      | Stade de l'Amitié, Cotonú, Benín          | Benín     | 5-0      | 5-0       | Clasificación para la Copa Mundial de Fútbol de 1994    | [ 6 ]  |
| 9   | 22 de septiembre de 1993 | El Menzah Stadium, Tunis, Tunisia         | Alemania  | 1-1      | 1-1       | Amistoso                                                | [ 7 ]  |
| 10  | 7 de noviembre de 1993   | El Menzah Stadium, Tunis, Tunisia         | Egipto    | 1-0      | 2-0       | Amistoso                                                | [ 8 ]  |
| 11  | 7 de noviembre de 1993   | El Menzah Stadium, Tunis, Tunisia         | Egipto    | 2-0      | 2-0       | Amistoso                                                | [ 8 ]  |
| 12  | 17 de marzo de 1994      | El Menzah Stadium, Tunis, Tunisia         | Níger     | 1-0      | 4-2       | Amistoso                                                | [ 9 ]  |
| 13  | 17 de marzo de 1994      | El Menzah Stadium, Tunis, Tunisia         | Níger     | 3-0      | 4-2       | Amistoso                                                | [ 9 ]  |
| 14  | 30 de marzo de 1994      | El Menzah Stadium, Tunis, Tunisia         | Zaire     | 1-0      | 1-1       | Copa Africana de Naciones 1994                          | [ 10 ] |
| 15  | 4 de febrero de 1998     | Stade Modibo Kéïta, Bamako, Mali          | Malí      | 1-0      | 1-0       | Amistoso                                                | [ 11 ] |
| 16  | 22 de enero de 1999      | Stade du 5 Juillet, Algiers, Argelia      | Argelia   | 1-0      | 1-0       | Clasificación para la Copa Africana de Naciones de 2000 | [ 12 ] |
| 17  | 28 de febrero de 1999    | El Menzah Stadium, Tunis, Tunisia         | Uganda    | 5-0      | 6-0       | Clasificación para la Copa Africana de Naciones de 2000 | [ 13 ] |
| 18  | 10 de abril de 1999      | Nakivubo Stadium, Kampala, Uganda         | Uganda    | 2-0      | 2-0       | Clasificación para la Copa Africana de Naciones de 2000 | [ 14 ] |

### Entrenador
| Periodo   | Club            |
| --------- | --------------- |
| 2008      | US Ben Guerdane |
| 2013-2014 | SC Ben Arous    |
| 2014-2015 | AS Ariana       |
| 2016      | AS Ariana       |
| 2016      | SC Ben Arous    |
| 2017-2019 | FC San Pédro    |

## Logros

### Club
- CLP-1 (3): 1990, 1992, 1996
- Copa de Túnez (3): 1992, 1998, 2000
- Copa Africana de Clubes Campeones (1): 1991
- Copa Afro-Asiática (1): 1992
- Liga de Campeones Árabe (1): 1997
- Recopa Árabe (1): 1995

### Individual
- Goleador de la Copa Africana de Clubes Campeones 1991.
- Goleador de la CLP-1 en 1990/91.